# Democracia Taishō
La Democracia Taishō fue una tendencia liberal y democrática en los campos político, económico y cultural en Japón que comenzó aproximadamente después de la Guerra Ruso-Japonesa y continuó hasta el final del período Taishō (1912-1926). Esta tendencia fue más evidente en el campo de la política, famosa por la Movimiento por la Democracia Taishō (大正デモクラシー運動?) y el establecimiento del Sistema Seitō Naikaku  (政党内閣制?), una democracia representativa en la que el partido con mayoría en el parlamento organiza el gabinete. El término "Democracia Taishō" se ha utilizado ampliamente desde la publicación del libro. "La Historia de la Democracia Taishō (大正デモクラシー史 Taishō demokurashii Shi?)" escrito por Shinobu Seizaburō.

## Resumen

### Establecimiento
Aunque hay muchas teorías sobre cuándo comenzó y terminó la Democracia Taishō, a menudo se dice que 1905 es el año de inicio de la era demócrata. 1905 fue el año en que  Bloody Sunday ocurrió en Rusia, lo que posteriormente condujo a la Revolución rusa. El Domingo Sangriento fue instigado por la pérdida de fe en el gobierno zarista como resultado del descontento público con los resultados de la Guerra Ruso-Japonesa. En otras palabras, la contradicción entre la carga sobre los trabajadores y la población en general y la guerra remota y costosa contra Japón contribuyó en gran medida al malestar público que desencadenó la revolución de 1905. Mientras tanto, existía una contradicción similar en Japón. Durante la guerra e incluso antes de la guerra, los socialistas japoneses declararon que la guerra necesitaría el sacrificio del pueblo. Heimin Shinbun señaló el 14 de febrero de 1904 que "la gente sufrirá durante mucho tiempo por los impuestos de la guerra". Algunos cristianos y liberacionistas femeninas expresaron actitudes anti-guerra similares.
La guerra ruso-japonesa terminó en 1905, y se firmó el tratado de paz (Tratado de Portsmouth). Aunque Japón ganó, la población en general se sintió decepcionada por el resultado del tratado de paz. El pueblo japonés vio el tratado de paz, que carecía de importantes cesiones territoriales rusas y reparaciones monetarias, como un presagio de más sacrificios sin beneficios. La ira pública hacia el gobierno creció gradualmente y finalmente condujo a la fundación del movimiento contra el tratado de paz de la guerra ruso-japonesa.

### Hitos claves
Hay muchas teorías sobre el momento de la Democracia Taishō, pero muchos historiadores están de acuerdo en que los siguientes eventos son cruciales para la democracia de Taishō.
En primer lugar, estaba el movimiento de protesta por el tratado de paz de la guerra ruso-japonesa y el incidente incendiario de Hibiya que lo acompañó. El movimiento creció en todo el país y gradualmente expuso el descontento de la gente con su gobierno. Con el tiempo, el movimiento se transformó en el Movimiento para Proteger el Gobierno Constitucional y, por lo tanto, encendió la Taishō political crisis (大正政変?).
Esta fue la primera instancia de un movimiento popular que intentaba reemplazar el gabinete en la historia japonesa, y el gabinete de  Katsura colapsó solo 53 días después de su formación. . The rice riots of 1918 (米騒動?) y el establecimiento del gabinete de  Hara se considera un hito importante en la democracia de Taisho. Cuando cesaron los disturbios del arroz, la movimiento de sufragio universal (普選運動?) estaba en pleno apogeo y se convirtió en un movimiento político a nivel nacional. The general election law (普通選挙法?) fue promulgada bajo el gabinete posterior de Takaaki Kato (加藤高明?). In 1932, Rikken Seiyūkai (政友会?), Kenseikai (憲政会?), Kakushin Club (革新倶楽部?) lanzó una campaña para derrocar el gabinete de Kiyoura Keigo. La campaña creció hasta convertirse en lo que se denominó Segundo Movimiento Constitucional (第二次護憲運動?).

## Antecedentes

### Minpon Shugi
Minpon Shugi es una forma de democracia basada en la soberanía monárquica que el politólogo Yoshino Sakuzo propuso en " (憲政の本義を説いて其有終の美を済すの途を論ず Kensei no hongi o toite sono yushu no bi o nasu no michi o ronzu?)". Según esta tesis, Minpon Shugi tiene dos puntos principales. Primero, es "la política en el ejercicio del poder político de valorar las ganancias, la felicidad y las opiniones de la gente". En segundo lugar, exige que "en la determinación final de las políticas se valore mucho la opinión de las personas". En resumen, Minpon Shugi no pone el lugar de la soberanía, y puede convivir con el sistema monárquico.
En ese momento, la gente critica a Minshu Shugi, que es una democracia basada en la soberanía popular porque la gente temía que Minshu Shugi violara su sistema monárquico. Yoshino trató de cambiar la imagen de la democracia que se basa en la soberanía del pueblo (Minshu Shugi) a una democracia que se basa en la soberanía monárquica (Minpon Shugi) para encajar la "democracia" en la sociedad japonesa.
Después de la Primera Guerra Mundial, Minpon Shugi se convirtió en la ideología del Movimiento por la Democracia Taishō. El Movimiento por la Democracia Taishō fue por los activistas que se vieron afectados por el Minpon Shugi lo que defendió Yoshino.

### Descontento nacional durante la guerra
La guerra ruso-japonesa causó graves daños a las finanzas de Japón. Japón utilizó la deuda externa para iniciar la guerra. Se dice que la razón por la que Japón apenas ganó fue que el gobierno ruso conservó su fuerza principal por temor a la revolución. Japón estaba plagado de ametralladoras rusas y se había cubierto todo con las heridas. El tratado de paz ofrecido por el  Presidente Roosevelt logró "más de lo esperado", dijo un periódico de tendencia gubernamental en ese momento.
Por otro lado, la reacción del público fue exactamente la contraria. La gente había sacrificado mucho por la guerra ruso-japonesa. El gobierno impuso impuestos más altos a los ciudadanos para pagar la guerra y los campesinos tuvieron que pagar la mayor parte de sus ganancias en impuestos. El impuesto también asestó un golpe a las pequeñas y medianas empresas, e incluso durante la guerra, las asociaciones de fabricantes de telas de seda del país, representantes de corredores mayoristas del sindicato y la asociación de comercio minorista vinieron a Tokio para oponerse a él. El mismo comportamiento también se observó para el monopolio de la sal. Por lo tanto, el descontento con la guerra creció de las áreas rurales de todo el país a las áreas urbanas.

## Efectos de la democracia Taishō
La tendencia universal de la democracia y la independencia de la nación se puede decir que es producto de la democracia Taishō. Se puede ver en varios campos en ese momento como se muestra a continuación:

### Política
La gente empezó a tener más opiniones sobre las decisiones de la nación. Significa que la gente se volvió más independiente de la nación y trató de expresar sus opiniones con poder político. Movimientos políticos como el partido de lanzamiento y el sufragio universal son una de las apariencias del mismo.

### Economía
Se produjo la tendencia a la independencia de la capital y la gente buscó liberarse de las regulaciones. En otras palabras, la gente exigió un gobierno limitado. Como resultado, el poder de los capitalistas o de los expertos en finanzas se hizo más fuerte que antes. Además, la gente inició el movimiento de abolición de impuestos y reclamó el desarme.

### Educación
También se defendió la independencia de la educación, y los valores de la educación en sí mismos tienen un propósito propio fueron las razones para ello. En ese sentido, las autoridades de las universidades y publicaciones se independizaron de la nación y la gente pudo expresar opiniones no nacionales. Además, el aumento de la tasa de alfabetización permitió a las personas leer más libros y obtener más información.

### Activistas femeninas
El sistema social del patriarcado todavía existía en Japón en ese momento; sin embargo, se ha ido modificando gradualmente la posición tradicional de la mujer. Itō Noe, que es feminista y editora de una revista, criticó que las mujeres no tengan los mismos derechos que los hombres. Estas mujeres activistas como Itō Noe, Hiratsuka Raichō y  Yoshiya Nobuko intentaron hacer cambios en el sistema de privilegio masculino y apuntar a la independencia de las mujeres.